# Tanc greu
Tancul greu este un termen folosit pentru a defini o clasă de tancuri fabricate din Primul Război Mondial până la încheierea Războiului Rece. Tancul greu poate fi definit, ca fiind un tanc ce depășește în greutate tancurile ușoare și medii, dar care își sacrifică mobilitatea în favoarea protecției și a puterii de foc mai mari. The National Interest, un periodic nord-american în anul 2019 a remarcat că tancurile grele clasice și-au pierdut relevanța la mijlocul anilor 1950, când au început să apară rachete ghidate capabile să penetreze blindajele groase. Mai utile s-au dovedit a fi tancurile de luptă rapide, manevrabile și fiabile, dotate cu noi tunuri de mare putere. 
Conform experienței din Primul Război Mondial, existau două tipuri de tancuri de bază și un al treilea tip - tancuri speciale sau tancuri cu destinație specială:
- tancurile de escortă rapide;

- tancuri grele mari sau tancuri de pătrundere;

- tancuri cu destinație specială (tancuri speciale) - tancuri de artilerie, tancuri radio, tancuri inginerești, tancuri chimice, tancuri de transport și altele.

## Descriere
Tancurile grele sunt caracterizate prin blindajul lor puternic și armamentul greu, care le fac superioare tancurilor mai ușoare în acest aspect. Cu toate acestea, multe tancuri grele împărtășesc componente comune cu tancurile mai ușoare, ceea ce poate duce la probleme de putere și viteză. De exemplu, tancul greu M103 a împărțit multe componente cu tancurile Patton mai ușoare, inclusiv transmisia și motorul, ceea ce i-a afectat performanța.
În cazul în care se dezvoltă un design complet nou, așa cum s-a întâmplat cu Tiger I german, proiectele pot deveni inutil de complexe și costisitoare, ceea ce duce la un număr redus de unități de producție. Cu toate acestea, multe dintre cele mai sofisticate modele de tancuri grele au avut suspensii și transmisii avansate pentru a contracara dezavantajul mobilității.
Deși se crede adesea că tancurile grele au o mobilitate inferioară tancurilor medii, nu a fost întotdeauna așa. Tiger I german, de exemplu, avea o viteză similară și caracteristici mai bune de manevrare a terenului în comparație cu principalul său concurent, tancul mediu Panzer IV, semnificativ mai ușor. Cu toate acestea, tancurile grele sunt adesea extrem de costisitoare și consumatoare de resurse pentru a fi produse și operate.
Datorită costurilor ridicate și limitărilor de producție, numărul de tancuri grele produse a fost adesea limitat. De exemplu, au fost produse doar 1.347 de exemplare ale lui Tiger I german, în comparație cu aproximativ 8.800 de tancuri medii Panzer IV. Acest lucru se datorează, în parte, faptului că tancurile grele necesită mai multe resurse pentru producție și întreținere, precum și faptului că erau vulnerabile la atacurile aeriene și de pe sol.

## Istorie

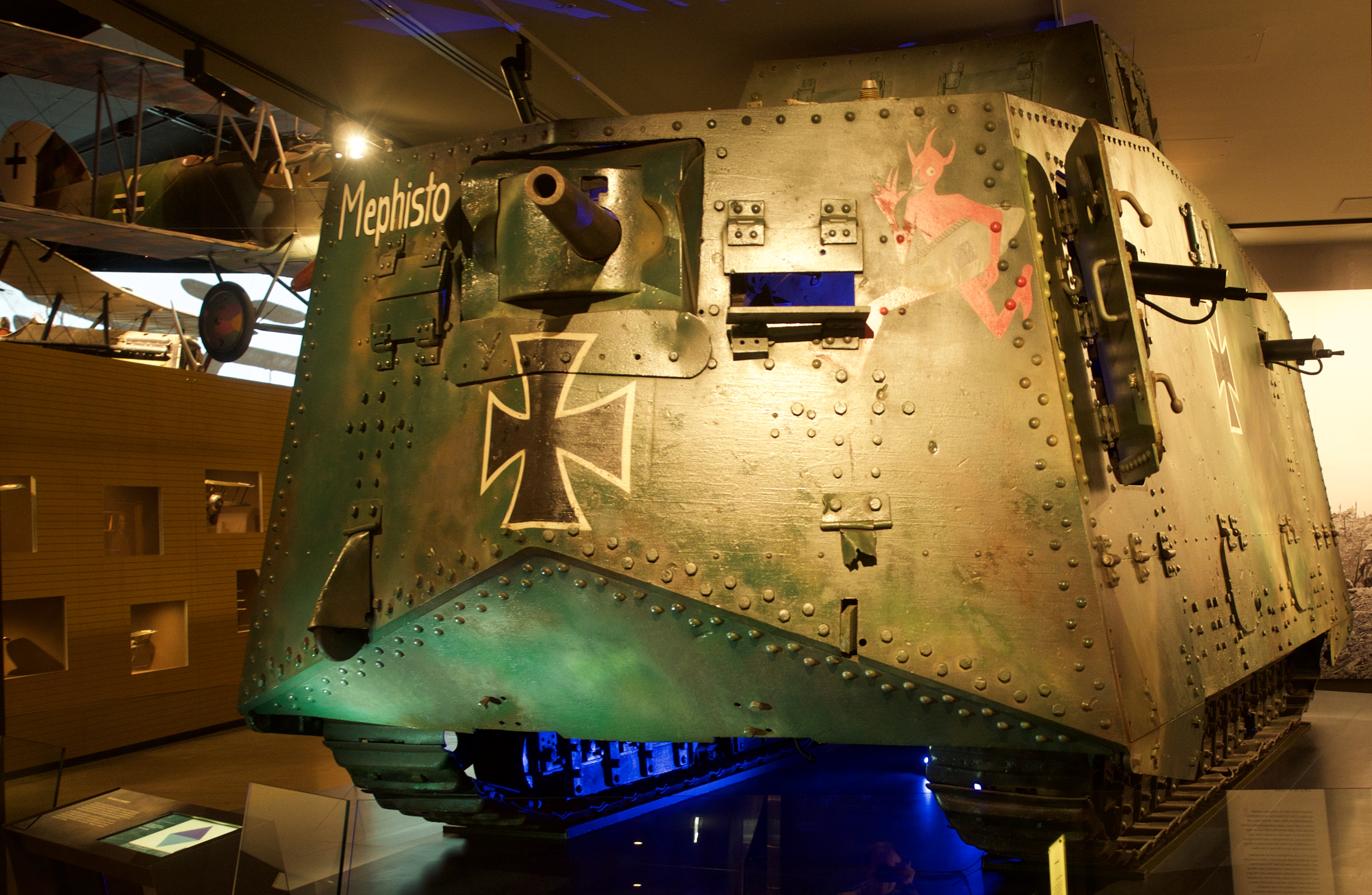
Tancul greu german A7V din Primul Război Mondial.

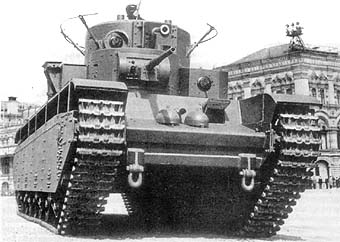
Tancul greu cu cinci turele T-35, cel mai puternic tanc al Armatei Roșii în perioada interbelică.

Originile clasei de tancuri grele datează din Primul Război Mondial, când primele tancuri au fost proiectate și utilizate în luptă. Aceste prime tancuri au fost dezvoltate pentru a opera în strânsă legătură cu infanteria și a ajuta la traversarea terenurilor accidentate și a tranșeelor inamice.
La acea vreme, toate primele tancuri aveau un blindaj gros pentru a le proteja de focul inamic și de alte pericole. Pe măsură ce tehnologia a evoluat și au fost introduse modele mai ușoare și mai manevrabile, aceste vehicule mai mari, cu capacități defensive și ofensive mai puternice, au fost denumite tancuri „grele”.
La începutul celui de-al Doilea Război Mondial, tancurile grele și-au schimbat treptat rolul, trecând de la lupta în tranșee și distrugerea buncărelor la cel de luptă antitanc. În Franța, utilizarea tancurilor grele a fost limitată, acestea fiind folosite în conflicte doar de către Germania nazistă și URSS din 1943 și până la sfârșitul războiului.  
Acest tip de tanc a reprezentat un factor decisiv în primii ani ai Războiului Rece. Scopul tancurilor grele nu a suferit modificări până la înlocuirea lor cu tancurile de luptă principale, adesea denumite MBT. Aceste modele au fost capabile să îndeplinească cu succes toate rolurile cerute de armate, făcând astfel ca modelele mai specializate să devină învechite și să fie retrase din uz.

## Războaiele mondiale

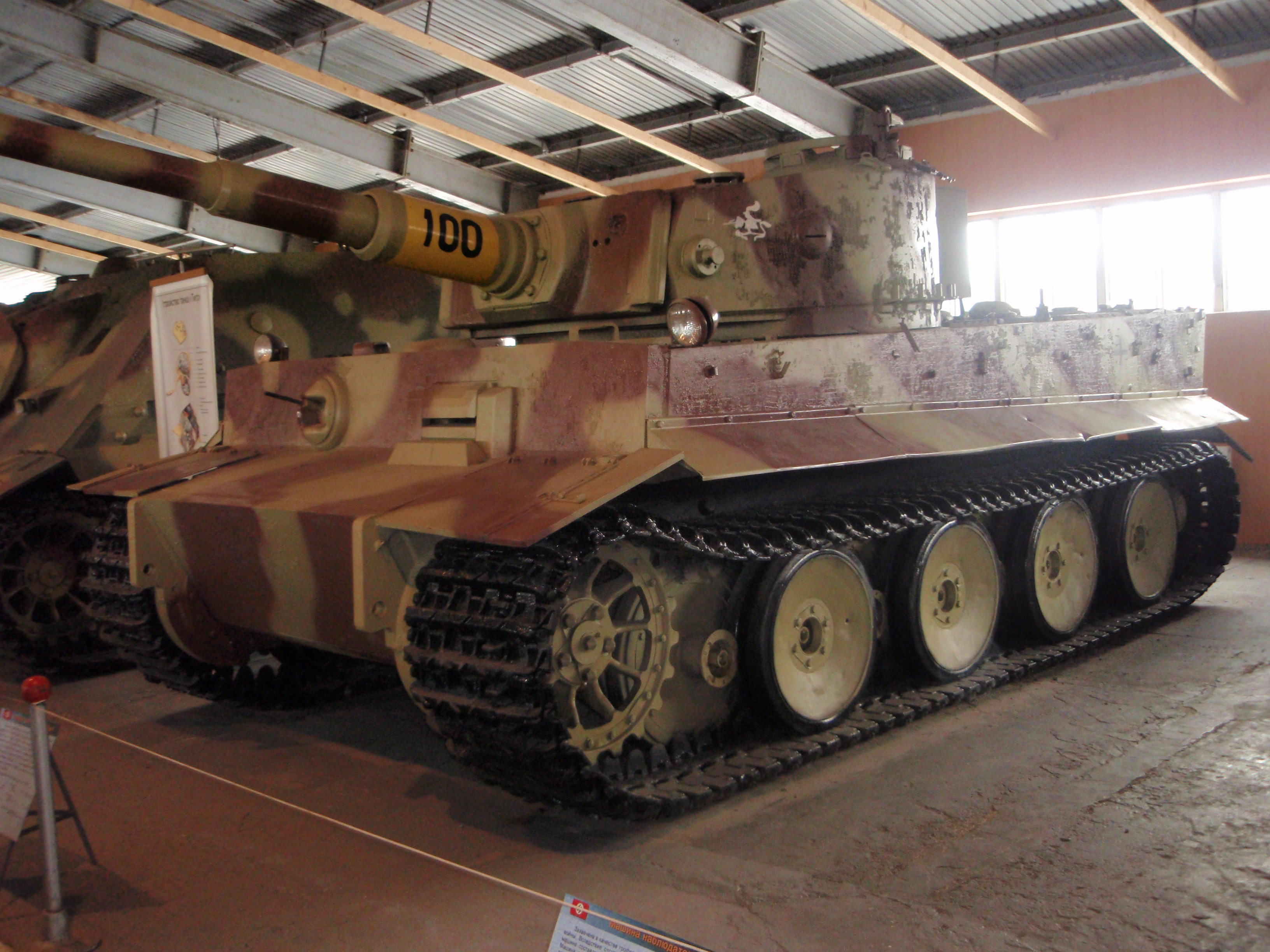
Tancul greu german Pz.VI (Tiger I)

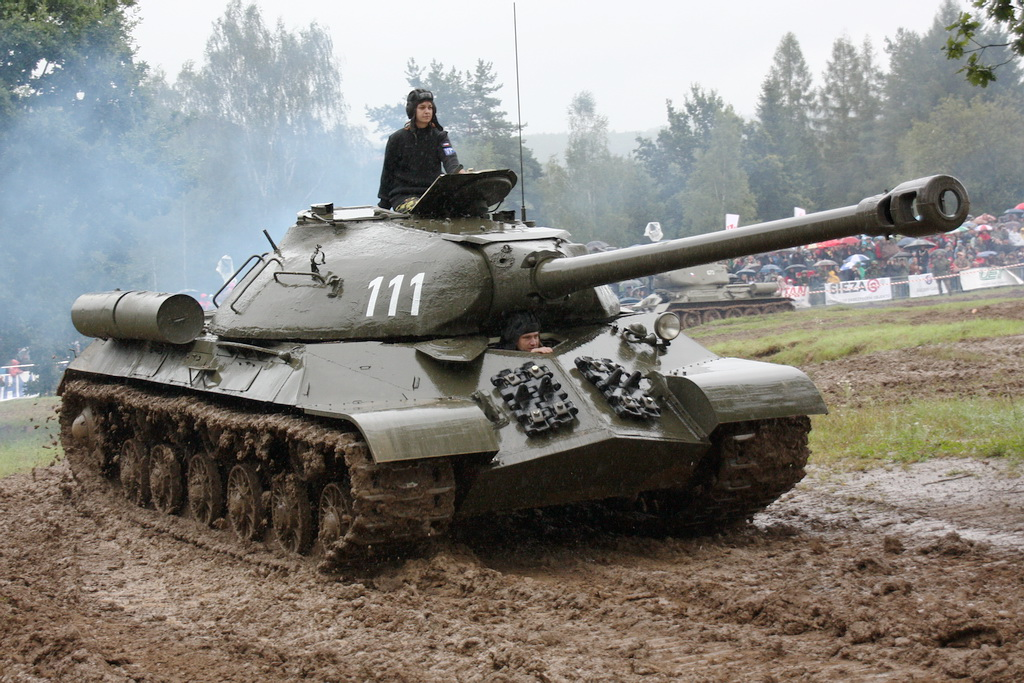
Tancul greu sovietic IS-3.

În Primul Război Mondial, tancul britanic Mark I a fost dezvoltat pentru a depăși liniile defensive germane formate din tranșee și sârmă ghimpată. Ulterior, odată cu introducerea tancurilor mai rapide și mai ușoare, tancurile mari au fost clasificate ca fiind grele.
Char 2C a fost unul dintre cele mai mari tancuri produse vreodată, fiind construit de Franța în perioada interbelică. Înainte de începutul celui de-al Doilea Război Mondial, Franța și Uniunea Sovietică erau singurele țări care aveau în inventar tancuri grele, precum Char B1, T-35 și KV-1. Matilda II a fost proiectat ca un tanc de infanterie britanic, având un blindaj gros și fiind mai greu decât celelalte tancuri ale acelei perioade. Cu toate acestea, putea fi considerat un tanc mediu în funcție de standardele ulterioare. În general, tancurile de infanterie aveau mai puțină putere de foc decât cele de croazieră (comparabile cu cele medii) de la acea vreme, deși aveau același armament principal și mai multe mitraliere.
În timpul celui de-al Doilea Război Mondial, au fost proiectate tancuri grele precum Tiger I și II de către Germania, precum și seria IS de către Uniunea Sovietică. Este important de menționat că distincția între tancurile „grele” și cele „medii” este mai mult legată de rolurile tactice decât de greutatea propriu-zisă; de exemplu, tancul Panther era considerat un tanc "mediu", dar depășea majoritatea tancurilor „grele” ale aliaților în ceea ce privește performanțele.
În timpul celui de-al Doilea Război Mondial, forțele americane au evitat utilizarea tancurilor grele și au preferat doctrina de sprijinire a infanteriei, similar cu britanicii. Acest lucru se datora problemelor logistice și de mobilitate cu care se confruntau tancurile grele, precum și nevoii de a menține o linie de aprovizionare de 5.000 de kilometri către Europa. În 1940 a fost proiectat tancul greu M6, dar avea puține avantaje față de tancurile medii, iar producția planificată de câteva mii a fost oprită. Proiectul anglo-american T14 Heavy Tank a început în 1941, dar nu a livrat un model pilot până în 1944. În schimb, Statele Unite au preferat să utilizeze distrugătoarele de tancuri pentru apărarea antitanc, iar înainte de 1944, M4 Sherman era considerat un tanc adecvat pentru lupta împotriva tancurilor germane, care erau relativ puține și mai puțin bine blindate decât cele aliate. Aproape la sfârșitul războiului, câteva modele timpurii de M26 Pershing au fost trimise în Europa pentru a căpăta experiență de luptă. În plus, M4 Sherman "Jumbos" cu un blindaj superior au fost folosiți ca tunuri de asalt. Atât SUA, cât și Marea Britanie au creat tancuri foarte bine blindate și înarmate, destinate asaltului în zone puternic apărate - T28 GMC și „Tortoise” aveau o construcție cu carcasă și cântăreau aproximativ 80 de tone, dar ele nu au intrat în serviciu.

## Războiul Rece
În perioada imediat postbelică, au fost dezvoltate tancuri grele, cum ar fi tancul greu american M103, tancul britanic FV214 Conqueror și tancul francez ARL 44 (în număr foarte limitat pentru ARL 44), ca răspuns la tancurile grele sovietice ale acelei perioade. Cele mai mari tunuri pentru tancuri se apropiau de calibrul maxim al cărui proiectil putea fi încă manevrat de către echipaj, chiar și prin utilizarea unei muniții incomode în două părți (proiectil și carcasă de propulsie separate, asemănătoare tunurilor pentru nave de luptă), ceea ce încetinea foarte mult viteza de tragere.
Cu toate acestea, îmbunătățirile ulterioare în modelele de proiectile și în tehnologia de control al focului au îmbunătățit precizia și puterea de foc a tancurilor medii postbelice, ajungându-se la un punct în care acestea puteau rivaliza cu tancurile grele. Astfel, valoarea tactică a tancurilor grele a scăzut, iar dezvoltarea de noi modele a încetat. În schimb, tancurile medii puternic înarmate au ajuns să fie cunoscute sub numele de tancuri de luptă principale (MBT), devenind baza forțelor blindate moderne.
În timpul Războiului Rece, doctrina a susținut că artileria autopropulsată, care era mai puțin costisitoare, ar putea fi folosită în rolul de sprijin al infanteriei. Cu toate acestea, greutatea tancurilor de luptă principale (MBT) a crescut rapid în această perioadă, iar majoritatea MBT-urilor din a treia generație, inclusiv M1 Abrams, Challenger 2, Leopard 2, Merkava, Arjun MBT și Type 99, au greutăți similare cu cele ale tancurilor grele din anii 1950. 